# Germans Missioners dels Malalts Pobres
Els Germans Missioners dels Malalts Pobres (HMEP) és un institut religiós masculí, una congregació laica. El nom oficial és Pia Unió de Germans Missioners dels Malalts Pobres sota l'Advocació de Sant Camil i la Santa Creu. Els germans són coneguts popularment com a camils o germans camils però no s'han de confondre amb els pares camils de l'Orde dels Clergues Regulars Ministres dels Malalts, també sota d'advocació de Sant Camil.
Els germans camils treballen per a les persones amb risc d'exclusió social. Els ofereixen atenció mèdica, residència, formació ocupacional i orientació laboral perquè puguin reintegrar-se a la societat de manera autònoma. Les persones ateses a un centre, han de participar en el manteniment quotidià, així poden desenvolupar les seves capacitats i se n'afavoreixi la reinserció. El 2010 n'hi havia cases a Barcelona (casa mare i general i Taller-Escola Sant Camil), Alpens, Tordera, Vigo, la Corunya i a Chincha (Perú).

## Història
L'institut va néixer a Barcelona el 1946, fundada per Antonio Jácome Pumar, membre de l'Orde dels Camils preocupat per la situació dels malalts sense recursos en la postguerra de la Guerra civil espanyola, especialment els malalts de tuberculosi, llavors molt nombrosos. Jácome va obtenir el permís dels seus superiors i del bisbe de Barcelona el 10 de juny de 1946, que es considera data de fundació de l'institut, que va posar sota l'advocació de Sant Camil de Lellis. Al setembre, va rebre els primers malalts a Vil·la Àurea, una torre llogada a Vallvidrera; l'any següent, Àngela Roca i Soler compra i dona a la congregació la Torre del Suro, al Guinardó, que converteixen en la seu de l'institut. Inaugurada el 29 de juny de 1949 amb una capacitat de quinze llits, s'amplia el 1950 amb capacitat per a cent, anomenat Casa de Repòs Sant Camil. Llavors comencen les obres d'un nou establiment, als terrenys de la mateixa finca, amb projecte de l'arquitecte Bertomeu Llongueras, que es va inaugurar el 21 de novembre de 1954.
El gener de 1949 el bisbe Gregorio Modrego Casaus va atorgar l'aprovació diocesana. A més dels vots habituals (pobresa, castedat i obediència), els germans fan el quart vot d'assistència als malalts, fins i tot amb risc de la pròpia vida. El 1952, la mateixa benefactora (que morirà el 1960 i és considerada la «mare dels Germans») adquireix per a la congregació una torre a Alpens, destinada a portar-hi fills de malalts o exmalalts perquè hi facin vacances durant l'estiu. El 1954 es forma l'associació laica d'Amics dels Germans Missioners, i el 1962 s'inaugura el Taller-Escola Sant Camil per a la formació de disminuïts psíquics. El 1966 es va fundar la primera casa fora de Catalunya, la casa de Nuestra Señora de la Salud a Vigo, que és dedica al trebal social al barri de Teis, on treballen amb marginats i malalts.
El 25 de març de 1970, l'institut s'uneix amb el dels Germans de la Caritat de la Santa Creu i formen la Pia Unió dels Germans Missioners dels Malalts Pobres sota l'advocació de Sant Camil i la Santa Creu. El novembre del mateix any, se'n funda la branca femenina, les Germanes Missioneres de la Mare de Déu de la Salut i Sant Camil a Vilanova del Vallès. També el 1970 s'inauguren uns pisos per a malalts a Barcelona, construïts amb els diners obtinguts de la venda d'ampolles usades de vidre, campanya promoguda pel germà Antoni. El 10 de maig de 1972, l'institut rep com a llegat una masia, Can Ferrer de Sant Ponç, a Tordera, que es destinarà a residència de disminuïts psíquics. El 1987 van obrir a Vigo la nova Casa de Acogida de Nuestra Señora de la Salud i l'Hogar de Sor Eusebia a la Corunya. De mica en mica s'obren noves cases, com el centre de recuperació de toxicòmans de Nuestra Señora de la Esperanza o l'asil d'ancians de Santa Ana y San Joaquín al Perú. El 2009 Manual Taboada va els va llegar el castell de Pambre al municipi de Palas de Rei, una important fortalesa medieval gallega, però en estat rònec. El 2012 el van vendre a la Xunta de Galícia el 2012 per tres milions d'euros.
El 13 d'abril de 2016, mentre era superior el germà Josep Maria Sanz, l'arquebisbat de Barcelona va intervenir l'entitat i va denunciar el germà de la casa de la Pia Unió de Barcelona encarregat de la tresoreria per presumpte frau. Va nomenar un comissari, el sacerdot i jurista Ramon Batlle, per administrar i protegir l'obra social que duen a terme i va personar-se com a acusació particular en la causa.
El 2017, la Pia Unió cedí l'administració de tots els seus béns al bisbat, a canvi que aquest es fes càrrec de tenir cura dels darrers sis membres de la comunitat, llavors octogenaris, fins que morissin (en queda exclòs l'administrador denunciat, més jove). El bisbat també haurà de continuar l'obra dels Camils, l'escola taller i la residència. El bisbat anuncià llavors que la residència continuaria com a lloc d'acollida “perquè hi vagin persones discapacitades quan els seus pares no se'n puguin fer càrrec”.